# منتخب موزمبيق تحت 17 سنة لكرة السلة للرجال
منتخب موزمبيق تحت 17 سنة لكرة السلة للرجال (بالبرتغالية: Seleção Moçambicana de Basquetebol Sub-17‏) هو ممثل موزمبيق الرسمي في المنافسات الدولية في كرة السلة تحت 17 سنة.